# ヴァルデマー2世 (デンマーク王)
ヴァルデマー2世（Valdemar II, 1170年 - 1241年3月28日）は、デンマーク王（在位：1202年 - 1241年）。ヴァルデマー1世（大王）の次男で、クヌーズ4世の弟。エストニア征服など一時はバルト海南部を制覇したが、晩年に多くの領土を失った。勝利王（デンマーク語：Valdemar Sejr, 英語：Valdemar the Victorious）あるいは征服王（英語：Valdemar the Conqueror）と称される。

## 生涯
1182年に父が死去すると、兄のクヌーズ4世がデンマーク王位を継いだ。1202年の兄の没後、当時スレースヴィ（シュレースヴィヒ）公であったヴァルデマーが、デンマーク王ヴァルデマー2世として即位した。
治世前半は好調で、北ドイツに勢力を伸ばしつつ、1219年にはエストニアの征服を果たし、バルト海南部における覇権を握った。しかし、当時バルト海沿岸への勢力拡大を図っていたドイツ勢力は、こうしたデンマークの台頭を望まなかった。
1223年、シュヴェリーン伯ハインリヒ1世によって、ヴァルデマー2世と長男のヴァルデマー若王は誘拐され、3年にわたって幽閉される。ヴァルデマー2世は解放の条件として多くの領土喪失を受け入れるとともに、ハンザ同盟に対して広範な商業特権を認めざるを得なかった。残された海外領土は、ドイツ北東部に位置するリューゲン島とエストニアを残すのみとなった。解放されたヴァルデマー2世は、失地回復を図って北ドイツを攻めるも、多大な兵の犠牲を招いたのみであった。
1241年、70歳で死去した。長男のヴァルデマーに先立たれていたので、次男エーリク4世が王位を継いだ。

## デンマーク国旗をめぐる物語

デンマーク国旗

デンマークの国旗については、以下のような物語が残されている。
1219年のエストニアとの戦争に際して、赤地に白い十字を描いた旗が舞い降りた。その旗を掲げればデンマークは勝利するという神のお告げに従い、デンマークはエストニアに勝利した。
しかしながら、実際にデンマーク国旗のデザインが確認されるのは、14世紀半ばにおけるヴァルデマー4世の時代である。

## 子女
1205年、ボヘミア王オタカル1世の娘ダウマー（マルケータ）と結婚、2人の子を儲けた。
1. ヴァルデマー若王（1209年 - 1231年） - デンマーク共治王（1215年 - 1231年）、レオノール・デ・ポルトゥガルと結婚。
2. 息子（1212年）

1214年、ポルトガル王サンシュ1世の娘ベレンガリアと再婚、4人の子を儲けた。
1. エーリク4世（1216年 - 1250年）
2. ソフィア（1217年 - 1247年） - ブランデンブルク辺境伯ヨハン1世と結婚
3. アーベル（1218年 - 1252年）
4. クリストファ1世（1219年 - 1259年）